# Uhrwerk Orange (Film)
Uhrwerk Orange (Originaltitel: A Clockwork Orange) ist ein britisch-amerikanischer Spielfilm des Regisseurs Stanley Kubrick aus dem Jahr 1971. Der amerikanische Filmemacher schrieb zudem das Drehbuch und produzierte den in England gedrehten Kinofilm. Kubricks Werk basiert auf dem 1962 veröffentlichten gleichnamigen dystopischen Roman des britischen Schriftstellers Anthony Burgess.
Der Film thematisiert Gewalt, Jugendkriminalität, Jugendbanden und weitere soziale, politische und wirtschaftliche Aspekte in einem dystopischen Großbritannien der nahen Zukunft. Im Zentrum der Filmhandlung steht der antisoziale und gewalttätige Protagonist Alex. Der Film schildert zunächst die von Vergewaltigung, Raub und Mord geprägte Verbrechensserie seiner Bande. Im weiteren Verlauf wird Alex von der Polizei festgenommen und mittels staatlich geförderten, experimentellen Konditionierungstechniken getestet, um ihn zu rehabilitieren. 
Kubricks Dystopie stieß bei Kritikern mit Apostrophierungen wie „verstörend“, „gefährlich“, „kalt“ oder „brillant“ auf ein geteiltes Echo und löste vor allem durch seine expliziten Gewaltdarstellungen zahlreiche Debatten aus. Nachdem der Film vorgeblich zu nachahmenden Gewalttaten inspiriert hatte, wurde der Film auf Kubricks Betreiben zunächst aus den britischen Kinos zurückgezogen und in mehreren anderen Ländern verboten. 
Der am 23. März 1972 erstmals in deutschen Kinos gezeigte Film erhielt trotz der Kontroversen zahlreiche Auszeichnungen und Nominierungen, darunter die Nominierungen für den besten Film und der besten Regie bei der Oscarverleihung 1972. Darüber hinaus erfuhr der kommerziell äußerst erfolgreiche Film in den folgenden Jahren eine kritische Neubewertung und erlangte Kultstatus.

## Handlung
Alex, der den gesamten Film hindurch seine eigene Lebensgeschichte erzählt (Off-Stimme), ist der Anführer einer Jugendbande und zudem ein passionierter Beethoven-Liebhaber. Die Gang lebt in einem trostlosen, zukünftigen Vorort von London. Sie benutzt eine eigenwillige Sprache: einen von russischen Brocken und Cockney-Slang durchsetzten Jargon – „Nadsat“. Ihr Leben dreht sich um Gewalt gegenüber Wehrlosen, Schlägereien mit anderen Gangs, Raubüberfälle und Vergewaltigungen. Vor allem für Alex scheint dabei Geld eine untergeordnete Rolle zu spielen. Das Zelebrieren und lustvolle Genießen der Gewaltexzesse steht für den Anführer der Bande im Vordergrund. So misshandeln sie zu viert einen wehrlosen alten Stadtstreicher. In derselben Nacht dringen sie maskiert in die Villa des Schriftstellers Frank Alexander und seiner Frau ein. Alex vergewaltigt die Frau, nachdem er sie in aller Ruhe mit einer Schere entblößt und währenddessen Singin’ in the Rain gesungen hat und dabei zeitgleich ihren Mann im Takt des Lieds zum Krüppel getreten und geschlagen hat.
Im Laufe der Zeit beginnt es in der Gruppe zu kriseln. Alex’ Führungsstil wird den anderen zu autoritär, außerdem springt bei den Überfällen für sie zu wenig Geld heraus. Alex kann seine Herrschaft vorübergehend festigen, indem er seine beiden Kritiker mit brutalsten Methoden in die Schranken weist; den einen schlägt er heftig in den Unterleib, dem anderen schlitzt er die Hand auf. Und mit einer lockeren „Aussprache“ danach glaubt er, die Machtverhältnisse auf seine Art wieder geklärt zu haben. Bei einem der nächsten Überfälle geschieht dann jedoch das längst Absehbare. Beim Einbruch in das Haus einer alleinstehenden Frau („Cat Woman“), die von Alex mit einer großen Penis-Skulptur brutal erschlagen wird, wird er von seinen „Droogs“ (Nadsat: „Freunde“) nach Verlassen des Hauses mit einer Milchflasche ins Gesicht geschlagen. Dadurch ist sein Sehvermögen für kurze Zeit gestört und die zuvor von der Frau verständigte Polizei kann ihn problemlos festnehmen. Alex wird wegen Mordes zu 14 Jahren Gefängnis verurteilt.
Dort schmeichelt er sich in den ersten beiden Jahren beim Gefängnispastor ein. Bei einem Besuch des Innenministers wird er prompt als Versuchsobjekt für eine neu entwickelte Aversionstherapie ausgewählt. Die mit überfüllten Gefängnissen konfrontierte Regierung erhofft sich von dieser sogenannten „Ludovico-Technik“ einen Beitrag zur Resozialisierung von Kriminellen. In der medizinischen Anstalt Ludovico wird Alex immer wieder in einer weißen Zwangsjacke an einen Kinosessel zwangsfixiert und stundenlang mit durch Klammern an den Lidern gewaltsam aufgesperrten Augen brutalen Filmen ausgesetzt, wobei ein vorab verabreichtes Serum beim Anblick von Gewalt starke Übelkeit hervorrufen soll. So soll er schrittweise dahingehend konditioniert werden, körperliche und sexuelle Gewalt nicht mehr ertragen zu können.
Am Ende der 14 Tage dauernden Therapie wird Alex als angeblich geheilt entlassen. Die Auswirkungen der Therapie sind jedoch zwiespältig; beim geringsten Gedanken an Gewaltausübung oder sexuelles Begehren überfallen ihn Übelkeit, akuter Brechreiz und große Schmerzen. Alex ist nun scheinbar wehr- und willenlos. Als unbeabsichtigter Nebeneffekt treten diese Symptome auch beim Hören von Beethovens 9. Sinfonie auf, der Hintergrundmusik während einer der Konditionierungen im Rahmen der Psychotherapie.
Nach seiner Entlassung muss Alex feststellen, dass seine Eltern sein Zimmer einem Untermieter namens Joe überlassen haben. Die Gewalt, die er einst anderen gegenüber ausübte, fällt nun mehr und mehr auf ihn selbst zurück: An der Themse trifft er jenen alten Stadtstreicher, den er einst mit seiner Gang zusammengeschlagen hat und der nun seine Wut mit anderen Obdachlosen an ihm auslässt. Alex wird von zwei Polizisten gerettet, die sich dann aber als seine beiden alten „Droogs“ entpuppen. Sie rächen sich an ihm, indem sie mit ihm in den Wald fahren, ihn dort eine Minute lang in einer Viehtränke unter Wasser halten und dabei mit Gummiknüppeln auf ihn einschlagen. Verletzt kann sich Alex zu einer Villa schleppen, ohne zu bemerken, dass es sich um das Wohnhaus des Schriftstellers Alexander handelt. Der Schriftsteller ist durch die damaligen Tritte und Schläge zum Invaliden geworden und muss im Rollstuhl sitzen; seine Frau hat sich infolge der Demütigung durch die Vergewaltigung das Leben genommen.
Alexander betrachtet Alex zunächst als Opfer der Regierung und erkennt ihn nicht; er pflegt ihn und plant, ihn für eine politische Kampagne gegen die amtierende Regierung zu benutzen. Als Alex aber in der Badewanne das Lied Singin’ in the Rain singt und dazu rhythmisch mit der Hand ins Wasser schlägt, begreift der Schriftsteller: Alex war es, der ihn und seine Frau überfallen hat. Nach dem Bad stellt ihm der Schriftsteller, der nun auf Rache sinnt, eine Portion Spaghetti und eine Flasche Wein hin. Er befragt ihn zusammen mit Freunden, die er zu sich bestellt hat, zu Einzelheiten der Psychotherapie und deren Folgen. Dabei erfahren sie auch, was die 9. Sinfonie seit der Konditionierung bei ihm auslöst, sperren den durch den präparierten Wein betäubten Alex in ein Zimmer im Obergeschoss und spielen lautstark die 9. Sinfonie ab, was Alex nicht mehr aushalten kann – er will nicht mehr leben und stürzt sich aus dem Fenster.
Alex wacht schwer verletzt in einem Krankenhaus auf. Er glaubt, sich an eine Gehirn-OP zu erinnern, wird von der Psychiaterin aber beruhigt, dass es nur ein Traum gewesen sei. Er kann nun wieder ohne Schmerzen Beethoven hören. Die Regierung, die wegen der bekannt gewordenen Nebeneffekte von Alex’ Konditionierung im laufenden Wahlkampf um ihre Wiederwahl bangt, nutzt dies aus, um vor laufender Kamera mit seiner „Heilung“ auf Stimmenfang zu gehen. Der Film endet mit einer Sexszene im Schnee vor applaudierenden Zuschauern, offenbar einer Vision des von der Musik berauschten Alex, und mit seinen Worten: „Ich war geheilt, all right“.

## Titel des Films und Fazit
A Clockwork Orange ist im ersten Moment irritierend und schockierend. Kritisiert wird häufig, dass die Gewalt ästhetisiert wird (wobei die Handlung zur Zeit der Filmproduktion bereits realitätsnäher war als im damals vorliegenden Buch). Die Selbstverständlichkeit, die Alex bei seinen gewalttätigen Handlungen zunächst an den Tag legt, zeigt Kubrick, indem er die von brutaler Gewalt dominierten Szenen durch heitere klassische Musik untermalt. Das Leid seiner Opfer scheint Alex nicht im Geringsten zu berühren.
Kubricks Ablehnung des Establishments kommt auch in diesem Film zum Ausdruck, wenn er der Regierung Machthunger und der Wissenschaft Allmacht unterstellt. Der Film bezieht sich auf das „zunehmende Unsicherheitsgefühl der westlichen Gesellschaft […]. In England verbreiteten Jugendbanden wie Rocker, Mods und Skinheads Angst und Schrecken. Zur selben Zeit begannen die Anhänger der Antipsychiatrie, sich gegen die Techniken der psychologischen Konditionierung zu wenden und den Missbrauch der Psychopharmakatherapie anzuprangern, der der Protagonist Alex zum Opfer fällt.“
Die Gesellschaftskritik wird darin am deutlichsten, dass Alex der permanente Verlierer ist; von seinen Droogs verraten, als Mörder eingesperrt, als Versuchsobjekt von der Wissenschaft missbraucht, von einem zynischen Schriftsteller als politisches Vehikel eingespannt – und zu guter Letzt entschuldigt sich der Innenminister bei Alex, denn er diente nur dazu, das Image der angeschlagenen Regierung wieder aufzupolieren. Jede Institution tut das aus ihrer Sicht moralisch Richtige, verfolgt dabei aber stets nur die eigenen Interessen auf Kosten des Individuums.
Über die Bedeutung der Botschaft des Films herrscht Uneinigkeit. Eine Interpretation des Films sowie der Buchvorlage geht beispielsweise dahin, dass jedem Menschen die Freiheit zugestanden werden sollte, sich schlecht und falsch zu verhalten; denn ein Individuum, das gezwungen wird, sich gut zu verhalten, ist indoktriniert und zu keiner eigenständigen Persönlichkeitsentfaltung fähig.
In diesem Sinn äußerte sich auch der Buchautor Anthony Burgess 1982: „Es ging mir nicht um Gewalt als solche, sondern darum, was Regierungen dagegen unternehmen würden. […] Diese Jungkriminellen […] sollten einer Gehirnwäsche unterzogen werden, um zu guten Bürgern zu werden. […] Ich sah darin ein böses Übel. Diesen Jugendlichen wäre die Freiheit der Wahl genommen.“
Burgess erklärte den Titel seines Buches so: „1945, als ich von der Army kam, hörte ich einen achtzigjährigen Cockney in einem Londoner Pub von jemandem sagen, er sei schräg wie eine aufgezogene Orange (as queer as a clockwork orange). Der Ausdruck faszinierte mich als eine Äußerung volkstümlicher Surrealistik. Die Gelegenheit, die Redensart auch als Titel zu benutzen, kam 1961, als ich mich daranmachte, einen Roman zu dem Thema Gehirnwäsche zu schreiben. Der Mensch ist ein Mikrokosmos, er ist ein Gewächs, organisch wie eine Frucht, er hat Farbe, Zerbrechlichkeit und Süße. Ihn zu manipulieren, zu konditionieren, bedeutet ihn in ein mechanisches Objekt zu verwandeln – eine Uhrwerk-Orange.“

## Produktionsnotizen
Beim Drehen einer Szene in der Ludovico-Klinik wurde eine Augenhornhaut von Malcolm McDowell angekratzt, so dass er vorübergehend erblindet sein soll. Der Arzt, der im Film neben ihm sitzt und eine Salzlösung in seine gewaltsam offen gehaltenen Augen tropft, war ein echter Arzt, der McDowells Augen vor dem Austrocknen bewahren sollte. Außerdem erlitt McDowell während der Dreharbeiten zu der Bühnenvorstellung, in der Alex Erniedrigungen erdulden muss, mehrere Rippenbrüche.
Als Alex aus dem Fenster springt, um seiner Qual ein Ende zu bereiten, sieht der Zuschauer den Boden auf sich zukommen, bevor Alex aufschlägt. Dieser Effekt wurde in Szene gesetzt, indem eine tragbare Kamera mit nach unten gerichtetem Objektiv vom zweiten oder dritten Stockwerk aus fallen gelassen wurde, um einen realistischen Eindruck vom Sturz zu vermitteln, wenngleich Alex eigentlich mit dem Gesicht nach oben hätte aufkommen müssen. Die Kamera soll dabei einen Objektivschaden erlitten haben, aber ansonsten noch funktionsfähig gewesen sein.

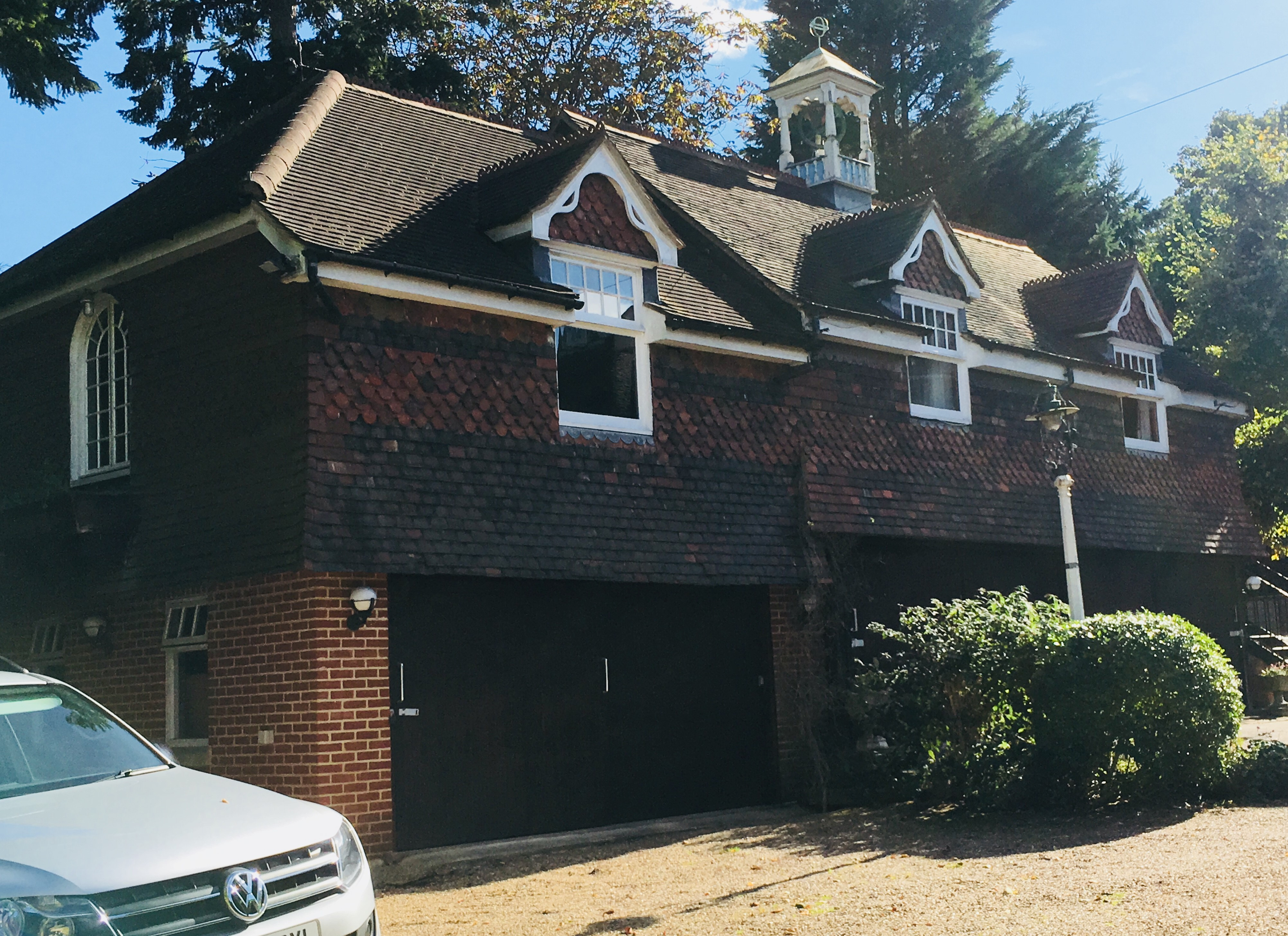
Stanley Kubricks Gästehaus in Abbots Mead, Borehamwood, in dem er Uhrwerk Orange geschnitten hat

Der Filmeditor Bill Butler stieß zwei Wochen vor dem Ende der Dreharbeiten zur Produktion. Ray Lovejoy hatte ihn dem Regisseur vorgestellt. Gemeinsam mit Kubrick arbeitete Butler rund ein Jahr lang täglich am Schnitt des Films.

### Regie
Der Regisseur Stanley Kubrick war ein notorischer Perfektionist und verlangte demzufolge beim Drehen viele Einstellungen. Malcolm McDowell soll jedoch, glaubt man seinen Aussagen, gewöhnlich alles schnell richtig verstanden haben, so dass Kubrick nicht allzu viele Einstellungen benötigt habe. Kubrick wollte dem Film eine traumähnliche, fantastische Qualität verpassen und verwendete für viele Szenen Ultraweitwinkelobjektive. Außerdem benutzte er Zeitraffer und Zeitlupe, die er zuvor in einem seiner Lieblingsfilme, Toshio Matsumotos Pfahl in meinem Fleisch, in bestimmten Szenen bewundert hatte.

### Drehorte

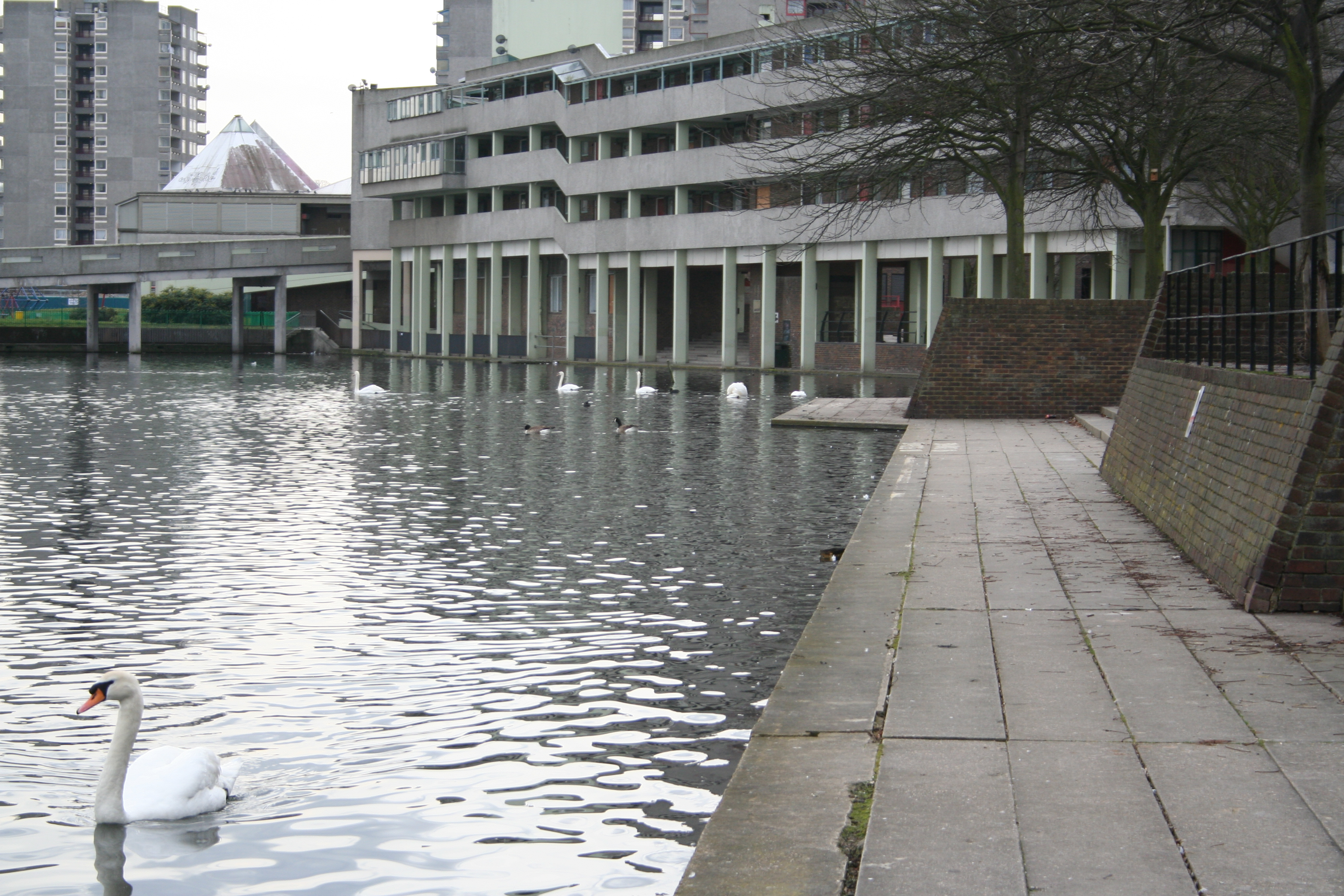
Thamesmead South Housing Estate

Uhrwerk Orange ist fast zur Gänze an Schauplätzen in und um London entstanden; es fanden relativ wenige Studioaufnahmen statt.
- Die Szene, in der der Obdachlose attackiert wird, wurde in der Straßenunterführung unter der Trinity Road (A214) nahe dem Kreisverkehr bei Londons Wandsworth Bridge Road gedreht.⊙
- Der Kampf zwischen den Banden von Alex und Billyboy entstand im heute abgerissenen Theater von Taggs Island, Kingston upon Thames.
- Die Wohnung, in der Alex und seine Eltern leben, befindet sich in Borehamwood.
- Die Überfallszene auf den Schriftsteller und seine Frau wurde in einem Haus namens Skybreak gedreht, das in The Warren, Radlett in Hertfordshire steht. Es war von Wendy und Norman Foster zusammen mit Richard Rogers entworfen worden.[5]
- Die Szene, in der Alex seine Droogs ins Wasser stößt, wurde im Thamesmead South Housing Estate in London gefilmt. ⊙
- Das Haus, vor dem Alex von der Polizei festgenommen wird, steht in Shenley Lodge an der Blackhorse Lane in Milton Keynes in Hertfordshire.
- Die Außenaufnahmen der Gefängnisszenen fanden im Wandsworth Prison, die Innenaufnahmen in den Royal Artillery Barracks in Woolwich statt.
- Die Szenen in der Ludovico-Klinik entstanden in der Brunel University in West-London. ⊙
- Alex’ Sprung aus dem Fenster wurde im Edgwarebury Country Club in Elstree (Hertfordshire) gedreht.[6]
- Die erneute Begegnung mit dem Obdachlosen wurde an der Albert Bridge Road am Ufer der Themse aufgenommen. ⊙

## Synchronisation
Die deutsche Synchronisation wurde 1972 durch die Cineforum GmbH Berlin unter der Regie von Wolfgang Staudte erstellt.
| - Malcolm McDowell: Jörg Pleva - Patrick Magee: Klaus Miedel - Adrienne Corri: Ursula Heyer - Sheila Raynor: Brigitte Mira - Philip Stone: Edgar Ott - Aubrey Morris: Peer Schmidt - Miriam Karlin: Gisela Trowe - Steven Berkoff: Heinz Petruo - Godfrey Quigley: Martin Hirthe | - Anthony Sharp: Horst Tappert - Michael Gover: Rolf Schult - Michael Bates: Karl Lieffen - Madge Ryan: Inge Wolffberg - Carl Duering: Friedrich G. Beckhaus - Clive Francis: Joachim Kerzel - David Prowse: Joachim Kemmer - John Savident: Friedrich W. Bauschulte - James Marcus: Jens Wawrczeck |

## Rezeption

### Kritiken
Auf der Internetseite Rotten Tomatoes fielen 90 % der insgesamt 52 Rezensionen positiv aus. Der zusammengefasste Konsens beschreibt den ebenso „aufwühlenden“ wie „nachdenklich stimmenden“ Film als „kalten, dystopischen Albtraum mit einem sehr düsteren Sinn für Humor“. Auf Metacritic ergaben 22 ausgewertete Kritiken einen Metascore von 77 von 100.

„Bitterböse Filmfarce, die die Vergewaltigung und Mechanisierung des Individuums in einer bis zur Leblosigkeit bürokratisierten und technisierten Zivilisation mit grimmiger Konsequenz analysiert. Ein filmisch brillanter Diskurs über den hysterischen Hedonismus der Konsumkultur, über die perverse Ästhetik der Gewalt und über die Wirkungs- und Manipulationsmöglichkeiten visueller Medien.“

„Kubricks Film erscheint wie eine satirische, bitterböse Farce über diesen Prozess, zu einer Zeit, als sich Menschen aufmachten, die Schrecken der Vergangenheit aus ihrer Verdrängung zu treiben, sich aber gleichzeitig neuen (alten) Ideologien über den ‚neuen Menschen‘ verschrieben. […] ‚A Clockwork Orange‘ ist nach 30 Jahren ein für mich noch immer aktueller, sehr gegenwärtiger und gegenwartsbezogener Film.“

„Stanley Kubrick [inszenierte] eine wahre ‚Horrorschau‘: Sex und Brutalität beherrschen eine trostlose Welt, die ihre seelische Verkommenheit in bizarre Pop-Ästhetik kleidet. Ein Klassiker von eiskalter Bösartigkeit.“

Der Schriftsteller Stephen King lobte Kubrick dafür, dass es ihm regelmäßig gelang, „den Punkt, wo das Land des Horrofilms ans Land der schwarzen Komödie angrenzt“ zu beschreiten und diese Grauzone zu besetzen. Als Beispiele führt er dabei Szenen der Filme Dr. Seltsam oder: Wie ich lernte, die Bombe zu lieben, Uhrwerk Orange und 2001: Odyssee im Weltraum an. Uhrwerk Orange könne man nach seiner Darstellung als „politischen Horrorfilm mit menschlichen Monstern“ betrachten und die Szene, bei der Malcolm McDowell zu den Klängen von Singin’ in the Rain „auf einem unglücklichen alten Mann“ herumtritt gehöre zu den Szenen, die „ebenso oft wildes Gelächter wie Entsetzen auslösen kann, wenn man die Grenze zu Tabuland überschreitet.“

### Auszeichnungen
- New York Film Critics Circle Award (Bester Film, Bester Regisseur)
- Oscar-Nominierung 1972 für Stanley Kubrick (Regie, Bester Film, Bestes Adaptiertes Drehbuch) und für Bill Butler (Schnitt)
- Nominierung für den britischen Society of Film and Television Arts Award 1973: Stanley Kubrick (Regie, Bester Film, Bestes Drehbuch), John Alcott (Kamera), John Barry (Bestes Szenenbild), William Butler (Schnitt), Brian Blamey, John Jordan und Bill Rowe (Filmmusik)
- Das British Film Institute wählte Uhrwerk Orange im Jahr 1999 auf Platz 81 der besten britischen Filme aller Zeiten
- Auf der Liste der 100 besten britischen Filme, die das Magazin Empire 2016 veröffentlichte, rangiert er auf Platz 11[14]
- 2020 wurde Uhrwerk Orange in das National Film Registry aufgenommen

## Kontroverse um den Inhalt des Films
Die moralisch zweifelhaften Werte, die durch den Film vermittelt werden, haben seit der Erstaufführung dazu geführt, dass er von vielen Seiten verurteilt und zensiert wurde. Die Filmkritikerin Pauline Kael schrieb ihm die „Glorifizierung sadistischer Gewalt“ zu, die Publizistin Susan Sontag nannte ihn gar „faschistisch“.
Die Science Fiction Times kommentierte den Film in ähnlichem Ton: „Laßt uns töten, Kameraden, bevor eine zukünftige Gesellschaft uns gut und harmlos macht: Das ist die Botschaft des Films.“
In den Vereinigten Staaten, wo der Film uraufgeführt wurde, kürte die New Yorker Presse ihn zum Besten Film des Jahres. Bei Produktionskosten von 2 Mio. Dollar spielte Uhrwerk Orange 14 Mio. Dollar ein – einer der größten kommerziellen Erfolge Kubricks überhaupt.
Uhrwerk Orange erhielt dennoch ein X-Rating, später wurde zudem eine gekürzte Fassung mit R-Rating in die Kinos gebracht. Die katholische Kirche in den USA setzte den Film auf den Index und verbot ihren Mitgliedern, ihn sich anzusehen.
In Großbritannien nahm Kubrick den Film nach kurzer Anlaufzeit sogar ganz aus den Kinos. Man mutmaßte damals, er habe aus Reue gehandelt, nachdem die Presse einen tätlichen Angriff auf einen Obdachlosen mit dem Film in Verbindung gebracht hatte. In einem späteren Interview bestätigte seine Frau Christiane Kubrick jedoch Vermutungen, dass die Polizei ihn zum Aufführungsstop genötigt habe (Kubricks Familie soll bedroht worden sein). Insgesamt 27 Jahre lang wurde der Film in Großbritannien bis nach Kubricks Tod weitgehend unter Verschluss gehalten.
Im deutschsprachigen Raum hatte die Kritik des Filmhistorikers Ulrich Gregor einigen Einfluss. Für ihn wurde der Film als „prätentiöser soziologischer Traktat inszeniert, angereichert mit unnötigen Grausamkeiten und Monstrositäten. Kubrick läßt sich über die Beziehungen zwischen Sexualität, Psychoanalyse, Faschismus, Brutalität, Religion und vielen anderen Dingen aus, anhand von stilisierten Sequenzen und Bildern, die effektvoll und schockierend sind, letztlich aber nur Konfusion hinterlassen. Grausamkeit wird hier pseudokritisch und mit dem Air des Sensationellen versehen vorexerziert; die ‚Zeitkritik‘ dieses Films ist nur Attitüde“.
Der Filmkritiker Peter W. Jansen mochte in Kubricks Verwendung von Stilmitteln des klassischen Balletts ebenso wie des Ausdruckstanzes, unterfüttert vom Einsatz der Musik, „eine rigorose Stilisierung der Gewalt“ sehen. Der „Zeige-Gestus“ des Films, die outrierte Sprache und Mimik sowie die ironisch genutzte musikalische Feierlichkeit und Triumphalität könne als Distanzierung von dieser Gewalt interpretiert werden.
Ronald Hahn und Volker Jansen räumten ein, dies könne man zwar, aber eher „schon dürften sie [d. h. Kubricks Kunstgriffe] dazu dienen, dass der Zuschauer ohne schlechtes Gewissen seiner ganz privaten Lust am Sadismus frönen“ könne. Sie bezeichneten Uhrwerk Orange als eine „überaus raffiniert geschriebene Bibel der sinnlosen, ultrabrutalen Gewalt.“
Das Ende des Films entspricht nicht der von Burgess intendierten Buchversion (siehe Abschnitt „Das 21. Kapitel“ im Buch).

„Wenn der Skandalerfolg von A Clockwork Orange in England den Ruf nach Zensur verstärkte, weil einige Szenen in ihrer Brutalität und Frauenfeindlichkeit tatsächlich schwer zu ertragen sind, ist dies auch der emotionalen Manipulation des Films zuzuschreiben, der kein Zurück in die moralische Parabel kennt. Der eigentliche Skandal aber besteht darin, dass durch die Bilder im Erlebnisraum des Betrachters ein Werk entsteht, dessen subversive Kraft sich über leitartikelhafte Erörterungen hinwegsetzt. Kubrick gestaltet nämlich einen visuell sinnfälligen Konflikt zwischen einer zwar bösen, aber energiegeladenen Libido und einer auf öden Triebverzicht drängenden ‚Kulturgesellschaft‘, ein Konflikt, der anders als bei Burgess (dessen in England erschienenes Schlusskapitel Kubrick nicht kannte) unüberwindbar bleibt.“

## Anthony Burgess’ Reaktion auf den Film
Anthony Burgess begegnete der Filmadaption seines Romans mit gemischten Gefühlen. Öffentlich mochte er Malcolm McDowell und Michael Bates und den Gebrauch von Musik in dem Film, den er als „brillant“ lobte, ja sogar als einen so brillanten Film, dass es schon gefährlich sein könnte. Seine erste Reaktion fiel sogar sehr enthusiastisch aus, er beharrte einzig darauf, dass ihn die Entfernung des letzten Kapitels des Romans störte; dafür machte er jedoch den amerikanischen Verlag und nicht Kubrick verantwortlich.
Glaubt man seiner Autobiografie, verstanden sich Burgess und Kubrick ziemlich gut miteinander. Beide Männer teilten dieselben philosophischen und politischen Ansichten. Beide waren sehr an Literatur, Kino, Musik und Napoleon Bonaparte interessiert; Burgess widmete Kubrick sein Buch Napoleon Symphony (1974, dt. Napoleonsymphonie). Die Beziehungen sollen sich jedoch verschlechtert haben, als Kubrick es Burgess überließ, den Film gegenüber dem Vorwurf der Gewaltverherrlichung zu verteidigen. Als (ausgetretener) Katholik versuchte Burgess des Öfteren, empörten christlichen Organisationen, die satanische Einflüsse auf die Gesellschaft vermuteten, seinerseits die Punkte christlicher Moral in der Geschichte zu erläutern. Zudem verteidigte er den Film gegen journalistische Vorwürfe, nach denen er ein „Faschistendogma“ unterstütze. Burgess nahm sogar Auszeichnungen für Kubrick entgegen.
Burgess zeigte sich tief verletzt, da er sich von Kubrick als Geisel zur Filmwerbung missbraucht fühlte. Malcolm McDowell, der mit Burgess zusammen eine Werbetour unternahm, teilte seine Empfindungen und äußerte zeitweise harsche Kritik an Kubrick. Burgess und McDowell hielten es für einen Beleg für Kubricks übermäßigen Stolz, dass allein sein Name im Vorspann erscheint. Burgess parodierte Kubrick in einigen seiner späteren Werke, darunter die Musicalversion von Uhrwerk Orange, die eine Stanley Kubrick gleichende Figur enthält, die im frühen Verlauf zusammengeschlagen wird, sowie die Romane The Clockwork Testament (dt. Das Uhrwerk-Testament), in dem der fiktive Poet F. X. Enderby wegen angeblicher Gewaltverherrlichung in einer Filmadaption angegriffen wird, und Earthly Powers (dt. Der Fürst der Phantome), worin ein gerissener Regisseur namens Zabrick vorkommt.

## Unterschiede zum Roman
- Im Roman wird der Ausdruck „Uhrwerk Orange“ ausführlich erklärt, wogegen er im Film unklar bleibt.
- Im Film singt Alex während der Vergewaltigung Singin’ in the Rain – im Roman gibt es dazu keinen Song.
- Der Film endet mit Alex’ wilder Sexfantasie, im Roman fügt sich ein weiteres Kapitel an.
- Im Film attackieren Alex und seine Droogs, nachdem sie die Korova-Milchbar verlassen haben, einen betrunkenen Obdachlosen in einem Tunnel. Im  Roman lauern sie davor noch einem Passanten auf, der gerade mit einem Stapel Bücher unterm Arm von der Stadtbibliothek kommt und sich auf dem Nachhauseweg befindet.[21] Danach überfallen sie einen Kiosk und attackieren das Besitzerehepaar; im Anschluss geben sie in einer anderen Bar ein paar älteren Damen eine Runde Whisky aus, damit diese ihnen im Austausch ein falsches Alibi für die Nacht geben. Erst dann kommt die Szene mit dem Obdachlosen. Kubrick hat die ersten beiden Szenen zwar gedreht, entschloss sich dann aber, sie für den Film nicht zu verwenden.
- Die Jugendbande um Billy Boy besteht im Film aus fünf Mitgliedern, im Buch sind sie zu sechst. Während sie im Film versuchen, eine erwachsene Frau zu vergewaltigen, handelt es sich im Buch bei ihrem Opfer um ein kleines Mädchen.
- Nach dem Überfall auf die Alexanders fehlt im Film die Rückreise der Droogs zur Korova-Milchbar: Während der Fahrt halten sie an, um ein Pärchen zu attackieren, das sie in flagranti beim Sex an der Autobahn erwischt hatten. Als sie weiterfahren, geht ihnen das Benzin aus, sodass sie den Rest der Strecke mit dem Zug zurücklegen. Während der Fahrt zerschlagen sie ein paar Scheiben und zerreißen die Sitzpolster aus Langeweile.
- Im Film flirtet Alex im Plattenladen mit zwei etwa gleichaltrigen jungen Frauen und hat später mit ihnen in seiner Wohnung einvernehmlichen Sex. Im Roman handelt es sich um zwei elfjährige Mädchen, welche Alex unter dem Vorwand, ihnen seine Stereoanlage präsentieren zu wollen, in seine Wohnung lockt, ihnen Alkohol einflößt und im Anschluss vergewaltigt.
- Die von Alex unabsichtlich erschlagene Frau ist im Film deutlich jünger als im Roman. Auch handelt es sich im Roman bei der Tatwaffe nicht um eine Penis-Skulptur, sondern um eine Beethoven-Büste.
- Im Roman tötet Alex im Gefängnis einen Mitgefangenen und wird deshalb für die Behandlung ausgewählt, während er im Film sich selbst quasi anbietet.
- Dr. Brodskys Assistentin Dr. Branom ist im Roman ein Mann.
- Bei den Polizisten, die Alex in Freiheit misshandeln, handelt es sich im Film um Dim und Georgie. Im Roman ist an Stelle von Georgie Billy Boy der zweite Polizist. Auch ist Georgie im Roman zu diesem Zeitpunkt schon tot; wie man kurz nach Alex Verhaftung erfährt, wurde er bei einem misslungenen Raubüberfall von einem älteren Herren erschlagen.
- Sowohl Mr. Alexander als auch seine Frau sind im Roman etwas jünger als im Film. Auch benötigt Mr. Alexander im Buch nach dem Überfall keinen Rollstuhl; sein Diener Julian kommt im Roman ebenfalls nicht vor.
- Im Film singt Alex während eines Bades in Mr. Alexanders Haus Singin' in the Rain, wodurch Mr. Alexander ihn als den Vergewaltiger seiner Frau erkennt. Im Roman gibt Alex während einiger Gespräche Aussagen von sich, die darauf hindeuten, dass er bei dem Überfall dabei war, z. B. als er, nachdem Mr. Alexander ihm sagt, er habe die Verschwörer angerufen, erwidert, dass er gedacht habe, es gäbe im Haus kein Telefon.

## Bedeutung Beethovens für Alex
Beethoven ist für Alex von großer Bedeutung, was beispielsweise mit dem großen Porträt seines Idols auf seinem Rollladen deutlich wird. In seinem Zimmer legt Alex eine Mikrokassette mit seiner Lieblingssinfonie, Beethovens Neunte, ein. Der nun erklingende zweite Satz (Molto vivace) wird einerseits durch die Nahaufnahme des Rollladens mit dem Bild von Beethoven hervorgehoben, andererseits durch die Nahaufnahme mit für die damalige Zeit schnellen Schnitten der vier „tanzenden“ Jesus-Figuren auf seinem Tisch. Der letzte dieser exakt den Akzenten der Musik angepassten Schnitte zeigt Alex’ Kopf mit einem besessenen Blick. Die Kamera verweilt so, während Alex diese Musik aus dem Off mit reger Begeisterung beschreibt. Die Musik fährt auch in den folgenden Szenen fort. In der Totalen seines Zimmers fällt der im Wind wehende Rollladen erneut auf und es wird noch ein Poster von Beethoven mit Notenauszug sichtbar. Als er später den Raum verlässt, öffnet sich die Tür einen Spalt und der Rollladen steht wieder im Mittelpunkt. Die Musik endet kurz darauf.
In der darauffolgenden Szene im Plattenladen taucht Beethoven in zwei Varianten auf. Die klare, deutliche Hintergrundmusik, das Allegro assai vivace (alla Marcia) des vierten Satzes der 9. Sinfonie, ist weit bekannt. Die Marschvariation des bekannten Themas Freude schöner Götterfunken wurde aber von der Filmkomponistin Wendy Carlos als Synthesizer-Fassung stark verändert. Dadurch hat sie einen etwas metallischen Klang. Hinzu kommen noch gefilterte Stimmen, die den deutschen Text unverständlich machen und leicht englisch klingen lassen. Außerdem wird Beethoven durch Alex selbst verkörpert. Er schlendert durch den Laden, während er einen langen purpurnen Mantel mit einem hellen, auffälligen Kragen und weißen Knöpfen trägt, der aus Beethovens Zeit stammen könnte. Mit seinem Gehstock, den er locker über der Schulter liegen hat, stolziert er durch den Laden und strahlt Wichtigkeit aus. Hinzu kommt sein Klopfen mit dem Stock auf den Boden, bevor er einen Mann etwas fragt.
Auch schon zuvor in der Milchbar tritt Beethoven in den Vordergrund. Während die vier Droogs dort sitzen, wird plötzlich die ganze Aufmerksamkeit auf eine Frau gerichtet, die Freude schöner Götterfunken aus der Neunten Sinfonie zu singen beginnt. Alex ist begeistert. Seine Wahrnehmung von Beethovens Musik spielt eine große Rolle im Film und für Alex’ persönliche Entwicklung darin. Besonders die 9. Sinfonie scheint wie eine berauschende Droge, die Alex immer weiter treibt. Szenen wie der Mord an der Katzenfrau sind mit klassischer Musik hinterlegt. Für Alex, der nur darauf bedacht ist, seine Lust zu befriedigen, erscheint alles eher harmlos.
Gegen Ende des Films gibt es mit Beendigung des Ludovico-Versuchs eine Umkehrung in der Wirkung der Musik. Diese erregt bei Alex nun aufgrund seiner Konditionierung heftige Übelkeit. Er kann diese Musik nun genauso wenig ertragen, wie Gewaltszenen zu sehen. Und das erzwungene Anhören von Beethovens Neunter endet in einem Suizid-Versuch.

## Sonstiges
- Im Jahr 1965 ließ sich Andy Warhol von dem Roman Uhrwerk Orange zu seinem Underground-Film Vinyl inspirieren.
- Das Albumcover des Soundtracks von 2001: Odyssee im Weltraum ist in der Szene im Plattenladen klar sichtbar, außerdem Magical Mystery Tour von den Beatles, After the Gold Rush von Neil Young, Atom Heart Mother von Pink Floyd und The Transfiguration of Blind Joe Death von John Fahey.
- Die weiblichen Skulpturen in der Korova-Milchbar basierten auf Arbeiten des Bildhauers Allen Jones.
- Die Dreharbeiten begannen im September 1970 und wurden am 20. April 1971 beendet; es war der am schnellsten produzierte Film von Kubrick.
- Alex erhält „Experimental Serum 114“. Das Wort „Serum“ (englisch ausgesprochen [ˈsɪrəm]) ist eine phonetische Anspielung auf das defekte CRM-114-Funkgerät, welches in Dr. Seltsam erscheint. Außerdem taucht die Zahl 114 auch in anderen Filmen von Stanley Kubrick auf, z. B. in Eyes Wide Shut und in 2001: Odyssee im Weltraum.
- Als Alex von seinen zu Polizisten gewordenen ehemaligen Droogs Dim und Georgie durch den Wald geschleift wird, lauten deren Nummern auf den Dienstgradabzeichen 665 (Dim) und 667 (Georgie), was andeutet, dass Alex, der sich zwischen ihnen befindet, Nummer 666 ist – die Zahl des Tieres, gemeinhin bezeichnet auch als Zahl des Teufels.
- Das von Philip Castle gezeichnete Filmplakat enthält das Auge der Vorsehung der Freimaurer, was am häufigsten mit dem Siegel der Vereinigten Staaten in Verbindung gebracht wird.
- Mr. Alexanders Türglocke klingt wie die ersten vier Noten von Beethovens 5. Sinfonie. In klassischer Tradition wurde diese Eröffnung mit dem „Schicksal, das an die Pforte klopft“ verglichen.
- „Korova“ ist Russisch und bedeutet auf Deutsch „Kuh“. Der Gebrauch des russischen Wortes im Namen der Bar geht einher mit dem Jargon Nadsat, den Alex und seine Droogs benutzen.
- Der Vorspann des Films wurde von Pablo Ferro entworfen.
- In den Zeitungsausschnitten, die über den Suizidversuch von Alex berichten, wird sein Name mit Alex Burgess angegeben und nicht mit Alex DeLarge.
- Bei dem von Alex mit Durango 95 bezeichneten Sportwagen, mit dem die Droogs eine Spritztour unternehmen, handelt es sich um ein Kit-Car vom Typ Adams Probe 16.[22] Von diesem Fahrzeug wurden nur drei Exemplare gebaut, von denen einer nacheinander den Musikern Jimmy Webb, Jack Bruce und Laurence Laing gehörte.[23]
- Der von Dim und Georgie als Polizisten gefahrene Land Rover hat ein britisches Kfz-Kennzeichen mit dem Jahressuffix Q, das im wirklichen Zulassungswesen nie verwendet wurde. Das theoretisch vorausgegangene Jahressuffix P wurde für Fahrzeuge, die im Zeitraum von August 1975 bis Juli 1976 zugelassen wurden, verwendet, was die Handlung des Films auf das nach dem folgenden Zulassungsjahr von August 1976 bis Juli 1977 datieren könnte.[24]
- Bei den im Film verwendeten klassischen Musikstücken handelt es sich, abseits der Beethoven-Sinfonien, um die Opernouvertüren zu Guillaume Tell (u. a. in der Sexszene mit Alex’ Bekanntschaften aus dem Plattenladen und bei Alex’ Ankunft im Gefängnis) und La gazza ladra (u. a. beim Kampf mit der rivalisierenden Gang und der Ermordung der alten Frau) von Gioachino Rossini sowie um den Pomp and Circumstance March No. 1 (beim Besuch des Innenministers im Gefängnis) von Edward Elgar. In den Szenen, in denen sich der inhaftierte Alex Tagträumen von biblischen Ereignissen hingibt, sind noch Ausschnitte aus der sinfonischen Dichtung Scheherazade von Nikolai Rimski-Korsakow zu hören. Die Titelmusik des Films ist an den March for the Funeral of Queen Mary von Henry Purcell angelehnt.
- Kameramann John Alcott drehte auch Kubricks Barry Lyndon und Shining.
- Kubricks Stieftochter Katharina Kubrick wird im Abspann nicht erwähnt, sie läuft im Film im Plattenladen an Alex vorbei.
- Uhrwerk Orange war Kubricks erstes von ihm allein geschriebenes Drehbuch.
- Neben Asphalt-Cowboy ist Uhrwerk Orange der einzige Film, der in den USA ein X-Rating erhalten hat und trotzdem als Bester Film für den Oscar nominiert wurde.
- In Uhrwerk Orange wurde erstmals das Dolby-Soundsystem eingesetzt.

## Einfluss
Sowohl die gesamte Handlung als auch einzelne Elemente von A Clockwork Orange übten großen Einfluss auf die Popkultur aus, insbesondere auf die Popmusik – wobei dies eher auf die Bekanntheit des Films und weniger auf den Roman zurückzuführen sein dürfte.
- Clockwork Orange gilt in der Skinhead-Szene bis heute als wichtiger Kultfilm. Nach seinem Erscheinen übernahmen viele Skinheads den Clockwork-Orange-Stil. Dieser Einfluss ist insbesondere durch Aufnäher, Anstecker oder Tätowierungen bis heute zu sehen.
- Die britische Punk-Band The Adicts, die sich Ende der 1970er gründete, übernahm Aussehen und Stil der Darsteller.
- Das britisch-irische Pop-Duo Moloko benannte sich nach dem Milchgetränk, das Ich-Erzähler Alex und seine Droogs in der Korova-Milchbar trinken.
- In einer Folge der Zeichentrickserie Die Simpsons, in der Mr. Burns versucht, den Hund Knecht Ruprecht zu einem Wachhund zu drillen, finden sich einige Anspielungen auf Uhrwerk Orange. Zum Beispiel sind die Gewaltfilme, mit denen der Hund beeinflusst werden soll, mit der 9. Sinfonie Beethovens unterlegt, und seine Augen werden mit speziellen Vorrichtungen offen gehalten. In einer anderen Simpsons-Folge der Halloween-Reihe („Bösartige Spiele“) tritt Bart Simpson im Kleidungsstil des Hauptdarstellers Alex auf. In einer weiteren Simpson-Folge, in der Lisa Bart als Testobjekt für ein Schulprojekt benutzt, wird die Szene „Alex auf Bühne mit Frau“ zitiert, als Bart zwei Törtchen vom Kühlschrank holen will, die ihm allerdings bei Kontakt Stromstöße verpassen.[25] Die zweite der drei Teil-Episoden der fünfundzwanzigsten Halloween-Episode (Staffel 26, Episode 4) heißt A Clockwork Yellow. Darin schlüpft Moe Szyslak in die Rolle des Alex; Homer, Lenny und Carl sind die Droogs, und es werden einige Schlüsselszenen des Films im Rahmen des Simpsons-Universums dargestellt. So erzählt der Gang-Anführer vom „alten Rein-Raus-Spiel“. Gleichzeitig sieht man die Gangmitglieder mehrfach durch eine automatische Schiebetür vor und zurück springen, während sie „rein - raus“ rufen.[26]
- Die Toten Hosen veröffentlichten 1988 ein Konzeptalbum mit dem Titel Ein kleines bißchen Horrorschau, nachdem sie als Musiker an einer Bühnenversion des Materials beteiligt gewesen waren. Hierzu gehört auch das Lied Hier kommt Alex, das sich direkt auf den Protagonisten des Filmes bezieht.

- Auch in der internationalen Fußball-Ultraszene ist der Film beliebt, da auch die Ultras als eigenständige Jugendkultur das Establishment verurteilen. So heißt eine Ultra-Gruppierung des italienischen Fußballvereins Juventus Turin „Drughi“ („Droog“ heißt in der Nadsat-Sprache „Freund“). Die „Droogs“ sind ebenfalls eine Ultra-Gruppierung der Frankfurter Eintracht, und eine Ultra-Gruppe aus Saarbrücken namens Droogs SB und sind Bestandteil des Logos der Schickeria München und der Ultras von Eintracht Braunschweig.
- In dem Film Kings of Rock – Tenacious D wird eine Szene aus dem Film A Clockwork Orange nachgestellt (auch die Dialoge sind fast identisch). In der Szene wird Jack Black von vier Leuten verprügelt. Diese tragen enge weiße Hosen und weiße Oberteile sowie bizarre Masken.
- Die Band Dream Theater benutzte häufiger das Clockwork-Orange-Thema in ihren Intros für ihre Konzerte oder für einzelne Songs.
- Das Musikvideo zu dem Song The Universal der britischen Rockband Blur ist ebenfalls stilistisch stark an Uhrwerk Orange angelehnt. Wie die „Droogs“ in dem Film kleidet sich auch hier die Band in Weiß, außerdem ist Damon Albarn, ähnlich wie Alexander, unter dem rechten Auge geschminkt. Die Bar, in der sich die Band in dem Video aufhält, erinnert an die Korova-Milchbar; es finden sich auch hier eine hysterisch wirkende Frau, die inmitten einer Gruppe von Männern sitzt, sowie nackte Frauenskulpturen. Eine weitere Parallele zum Film ist die theatralische Gestik der „Droogs“, die von der Band imitiert wird.
- In dem Videoclip zu dem Song Authority (Fuck the rules) der amerikanischen Hardcore-Band Biohazard aus dem Jahre 1996 wird die Aversionstherapie-Szene mit den Augenklammern nachgeahmt.
- In dem Actionfilm Batman & Robin von 1997 trägt eine Gruppe feiernder Personen, die einem nächtlichen Motorradrennen mit Schauspielerin Alicia Silverstone in ihrer Rolle als Rennfahrerin Barbara Wilson beiwohnt, dieselbe weiße Kleidung mit schwarzen Melonen und Spazierstöcken wie die Droogs. In dieser Filmszene ist zudem der Rap-Musiker Coolio als Rennleiter zu sehen.
- Die brasilianische Thrash-Metal-Band Sepultura brachte 2009 ein Uhrwerk-Orange-Konzeptalbum auf den Markt, welches den Namen A-Lex trägt.
- Die australische Sängerin Kylie Minogue sang ihren Hit Spinning Around während ihrer Fever-Tour 2002 in einem Droogs-Outfit.[27]
- Auch das Video-Medley Stomp/Rampage der US-amerikanischen Punk/Rap-Gruppierung Kottonmouth Kings ist dem Film entlehnt. So spielt der erste Teil (Stomp) in der Milchbar, und der zweite Teil (Rampage) besteht aus einer Straßenschlägerei zwischen zwei rivalisierenden Gangs.
- Der Name der Punkrock-Band Serum 114 aus Frankfurt am Main leitet sich von dem Medikament ab, welches Alex verabreicht wurde.
- In der South-Park-Folge Der Coon 2 (Episode 1411) wurde Cartman von seinen Freunden des Kommandos enthoben. Er rächte sich dafür: Sie wurden wie in Uhrwerk Orange verprügelt.
- In einer Sequenz des Musikvideos zum Lied North Nights des britischen Rappers Slowthai wird die Anfangsszene in der Korova-Milchbar nachgeahmt.[28]
- Das Video zum Lied Astronaut von Sido (feat. Andreas Bourani) endet mit einer Ansicht der beiden Interpreten, die an die Behandlung von Alex in der Ludovico-Klinik erinnert.[29]
- Im Computerspiel The Binding of Isaac: Rebirth gibt es das Item „The Ludovico Technique“, mit dem der Spielercharakter die entsprechende Vorrichtung des Filmes angelegt bekommt.
- Im Videospiel Conker’s Bad Fur Day wird die Anfangssequenz samt Musik nachgestellt.[30]
- Die Band Heaven 17 benannte sich nach einer fiktiven Gruppe, die bei Alex’ Besuch im Plattenladen genannt wird.
- Für die Cover ihrer Alben Privilege to overcome von 2013 und Lost in Decay von 2015 verwendete die italienische Thrash-Metal-Band Ultra Violence gezeichnete Motive der Droogs. Auf dem Album-Cover Operation Misdirection von 2018 sieht man ein mit Klammern fixiertes Auge.
- In dem Musikvideo zum Song Never Gonna Stop von Rob Zombie wird sowohl der Kleidungsstil der Droogs zitiert als auch die Kulisse der Korova-Milchbar.[31]

## Dokumentation
- "Clockwork Orange" – Im Räderwerk der Gewalt. Regie: Benoit Felici und Elisa Mantin, ARTE F, Frankreich, 55 Minuten, 2023